# Штакельберг, Рейнгольд Рейнгольдович
Барон Рейнгольд Рейнгольдович Штакельберг (1860—1907/1908) — российский учёный-востоковед, лингвист.

## Биография
Происходил из баронского рода Штакельбергов. Родился на мызе Абия (Лифляндия) 25 сентября (7 октября) 1860 года. В 1878 году окончил классическую гимназию в немецком городе Феллин. В 1882/1883 академическом году посещал лекции профессора Гюбшмана на философском факультете Страсбургского университета, в 1883/1884 году в Лейпцигском университете слушал курс сравнительно-исторической грамматики греческого языка профессора Бругмана, грамматику литовского языка и объяснение летописи Нестора профессора Лескина, историю и вероучение буддизма у профессора Виндиша. В 1884/1885 году он вновь был в Страсбургском университете, где кроме лекций Гюбшмана изучал грамматику древнеармянского языка, а в зимний семестр 1885/1886 года слушал лекции по древневерхненемецкой грамматике у профессора Мартина.
В 1886 году он выполнил исследование по синтаксису осетинского языка «Beitrage zur Syntax des Jssetischen», которое в качестве диссертации защитил в Страсбургском университете и в июле был удостоен степени доктора философии. В 1888 году был избран членом Немецкого восточного общества.
В октябре 1889 года поступил на службу в библиотеку Страсбургского университета.
В 1890-х годах стал преподавать в московском Лазаревском институте восточных языков грамматику персидского языка: в январе 1894 года прочитал вступительную лекцию о персидском эпосе и Фирдоусе; с 1894 года — профессор в специальных классах по кафедре персидской словесности. Мсерианц отмечал, что Штакельберг изучал персидский и осетинский языки не только «лингвистически, но и филологически — в самом обширном смысле этого слова».
С марта 1891 года был член-корреспондентом Московского археологического общества, с января 1898 года — его действительным членом.
Покончил жизнь самоубийством 21 декабря 1907 (3 января 1908) года. Вероятной причиной называли прогрессировавшую потерю зрения и слуха.